# إد فولي
إد فولي (بالإنجليزية: Ed Foley)‏ هو مدير فني أمريكي، ولد في 26 سبتمبر 1967 في تل الكرز في الولايات المتحدة.